# Laurens Huys
Laurens Huys (24 september 1998) is een Belgisch wielrenner die anno 2024 rijdt voor Arkéa-B&B Hotels.

## Carrière
Huys reed in 2017, 2018 en 2019 voor de opleidingsploeg van Lotto Soudal met deze ploeg won hij in 2017 en 2018 de ploegentijdrit in de Ronde van Zuid-Bohemen. Eind 2019 liep hij stage bij Wallonie Bruxelles, tot en met 2023 was hij bij deze ploeg actief. Voor het seizoen van 2024 maakte hij de overstap naar Arkéa-Samsic.

## Overwinningen
2017
1e etappe Ronde van Zuid-Bohemen (ploegentijdrit)
2018
1e etappe Ronde van Zuid-Bohemen (ploegentijdrit)
Grote prijs Dottenijs
2019
5e etappe Ronde van Namen
Hel van voerendaal U23

## Resultaten in voornaamste wedstrijden
| Jaar | Ronde van Italië | Ronde van Frankrijk | Ronde van Spanje |
| ---- | ---------------- | ------------------- | ---------------- |
| 2020 |                  |                     |                  |
| 2021 |                  |                     |                  |
| 2022 |                  |                     |                  |
| 2023 | 27e              |                     |                  |
| 2024 |                  |                     | 79e              |
| 2025 | 109e             |                     |                  |

| Jaar | Amstel Gold Race | Luik-Bast.‑Luik | Ronde van Lombardije | Waalse Pijl | Clásica San Sebastián |
| ---- | ---------------- | --------------- | -------------------- | ----------- | --------------------- |
| 2020 |                  | 66e             |                      | 33e         |                       |
| 2021 |                  | 125e            |                      | 104e        |                       |
| 2022 |                  |                 | 70e                  | opgave      |                       |
| 2023 |                  |                 |                      |             | opgave                |
| 2024 | 71e              | 83e             | 60e                  | opgave      | 83e                   |
| 2025 | opgave           | opgave          |                      | opgave      | 95e                   |

### Resultaten in kleinere rondes
| Jaar | Tour Down Under | Ronde van Catalonië | Ronde van het Baskenland | Ronde van Romandië | Critérium du Dauphiné | Ronde van Polen |
| ---- | --------------- | ------------------- | ------------------------ | ------------------ | --------------------- | --------------- |
| 2022 |                 | 35e                 |                          | 110e               | 90e                   | 34e             |
| 2023 |                 | 55e                 | 42e                      |                    |                       |                 |
| 2024 | 112e            | opgave              | 106e                     | 47e                | opgave                |                 |
| 2025 |                 | opgave              |                          |                    |                       |                 |

## Ploegen
- 2019 –  ↑Wallonie Bruxelles (stagiair vanaf 1 augustus)
- 2020 –  Bingoal-Wallonie Bruxelles
- 2021 –  Bingoal Pauwels Sauces WB
- 2022 –  Intermarché-Wanty-Gobert Matériaux
- 2023 –  Intermarché-Circus-Wanty
- 2024 –  Arkéa-B&B Hotels
- 2025 –  Arkéa-B&B Hotels

Dehaes · Ista · Jules · Liepiņš · Lietaer · Molly · Mortier · Nõmmela · Paasschens · Peyskens · Planckaert · Robeet · Six · Spengler (t/m 10 oktober) · Taminiaux · T. Wirtgen · Castrique (stagiair) · Huys (stagiair) · Paquot (stagiair) · L. Wirtgen (stagiair)
Castrique · De Bie · Huys · Ista · Lietaer · Livyns · Molly · Mortier · Nõmmela · Paasschens · Peyskens · Planckaert · Robeet · Six · Suter · Taminiaux · Vallée · Vanendert · L. Wirtgen · T. Wirtgen
Aniołkowski · Castrique · De Bie · Dupont · Huys · Livyns · Menten · Mertz · Molly ·Paasschens · Paquot · Peyskens · Rex · Robeet · Suter · Vallée · Vanendert · Venner · L. Wirtgen · T. Wirtgen · De Maeght (stagiair) · Desal (stagiair)
Bakelants · Bystrøm · Claeys · De Gendt · Delacroix · Devriendt · Girmay · Goossens · Hermans · Hirt · Huys · Johansen · Kristoff · Meintjes · Page · Pasqualon · Peák · Petilli · Petit · Planckaert ·  Pozzovivo(vanaf 14/2) · Rota · Taaramäe · Thijssen · van der Hoorn · van Kessel · Van Melsen · van Poppel · Vliegen · Zimmermann · De Pooter (stagiair) · Mihkels (stagiair)
Bonifazio · Bystrøm · Calmejane · Costa · De Gendt · De Pooter · Girmay · Goossens · Herregodts · Huys · Johansen · Marit · Meintjes · Mihkels · Page · Paquot · Petilli · Petit · Planckaert · Rex · Rota · Smith · Taaramäe · Teunissen · Thijssen · van der Hoorn · van Poppel · Vliegen · Zimmermann
Albanese · Barré · Biermans · Capiot · Champoussin · Costiou · Dekker · Delaplace · Démare · García Pierna · Gesbert · Grondin · Guernalec · Guglielmi · Huys · Le Berre · Ledanois(tot 15/8) · Louvel · McLay · Mozzato · Owsian · Ries · Riou · Rodríguez · Scotson · Sénéchal · Thierry (vanaf 1/9) · Vauquelin · Venturini · Verre
Biermans · Capiot · Costiou · Delaplace · Démare · Epis · García Pierna · Gesbert · Grondin · T. Guernalec · V. Guernalec · Guglielmi · Huys · Le Berre · Lozouet · Mozzato · Ries · Rodríguez · Rouland · Scotson · Sénéchal · Svestad-Bårdseng · Thierry · Tjøtta · Vauquelin · Venturini · Verre